# Tokovi življenja
Tokovi življenja (COBISS) je roman slovenskega pisatelja Daneta Debiča, ki je izšel leta 1971 pri Prešernovi družbi v Ljubljani. Obsega 290 strani, približno 26.200 besed in je deljen na tri dele. Realistično opisuje nesoglasja med socialnimi ideali in prakso v povojnem času.

## Zgodba
1. del. Mlada, ambiciozna novinarka Bojana je imela slabe izkušnje v ljubezni v preteklosti, zato se loči od sanjarij in zdrobi ideale o pravi ljubezni. Meni, da prava ljubezen ni mogoča, da so za uspešen zakon nujne norme, zato si moža natanko opredeli. Imeti mora primeren poklic, stanovanje, avto, mirno nrav, solidno zunanjost, ljubezen pa ne šteje veliko. Tak zakon ji navidez ponuja intervjujanec, starejši inženir Miki. Takoj se zaljubi vanjo in ji začne dvoriti. To mu dovoli, ker upa, da bo njo in mater rešil iz bede. Miki živi s tetama Zofijo in Silvijo, ki imata nanj ogromen vpliv - tako v zasebnem kot v družabnem življenju. Zato ga ima za mevžo in ga začne podcenjevati. Čeprav mu teti poroko odsvetujeta, jo Miki zasnubi, Bojana pa hladno privoli. Medtem ji umre mati, zapre se v svoj svet in odtuji od bodočega moža. Slednji dobi možnost napredovanja, vendar ga prekosi mlajši, ambicioznejši inženir, tako da izgubi pomembno mesto v svojem poslu. Sledi poroka.
2. del. Vselita se v tetino hišo ter zaživita poskusno zakonsko življenje. V njun odnos se vplete hišna pomočnica Mara, ki neuspešno zapeljuje Mikija. Zaradi Bojanine želje po Marini odselitvi pride do velikega spora. Teti prepolovita stanovanje in začnejo živeti v ločenem gospodinjstvu. Zakon se jima vse bolj krha, videvata se vse manj, Miki pa začne sumiti, da ima ona ljubimca. Sum je popolnoma neupravičen, vendar ona ne prenese več zakonskega življenja in ga zapusti.
3. del. Oba se vrneta v odnos kakršen sta imela pred poroko. Miki zboli, mislijo, da je na smrtni postelji, vendar si opomore. Bojana potrdi svoje domneve o nosečnosti. Odloči se živeti sama z otrokom, kljub revščini. Obišče jo Mikijev brat Pavel, poskuša ju pobotati, vendar ga odslovi. Ostaneta poročena, vendar brez stikov. Nekaj mesecev kasneje Bojana leži v porodnišnici ter čaka na porod, vmes pa razmišlja o revščini, ki jo obdaja, in možnosti preživetja kot mati samohranilka.
Konec romana je odprt in nejasen, prepuščen je bralčevi domišljiji. Ponuja možnost sprave med glavnima junakoma, po drugi strani pa tudi popolno odtujenost.